# Sigajny
Sigajny (deutsch Saagen) ist ein Ort in der polnischen Woiwodschaft Ermland-Masuren. Er gehört zur Landgemeinde Górowo Iławeckie (Landsberg) im Powiat Bartoszycki (Kreis Bartenstein), bis 1945 zum Kreis Preußisch Eylau in Ostpreußen.

## Geographische Lage
Sigajny liegt fünf Kilometer südlich der polnisch-russischen Staatsgrenze (EU-Außengrenze) im Nordwesten der Woiwodschaft Ermland-Masuren, zehn Kilometer südwestlich der heute auf russischem Staatsgebiet gelegenen früheren Kreisstadt Preußisch Eylau (russisch Bagrationowsk) bzw. 23 Kilometer nordwestlich der jetzigen Kreismetropole Bartoszyce (deutsch Bartenstein).

## Geschichte
Das seinerzeitige Schigeyn wurde vor 1437 gegründet und dann Sagen, nach 1840 Saagen genannt. Das Gutsdorf bestand aus mehreren kleinen Höfen und Gehöften. Es kam 1874 als „Gutsbezirk“ in den neu gebildeten Amtsbezirk Gallehnen (polnisch Gałajny) im ostpreußischen Kreis Preußisch Eylau, Regierungsbezirk Königsberg. Im Jahre 1910 zählte Saagen 25 Einwohner.
Zusammen mit dem Gutsbezirk Wokellen (polnisch Wokiele) wurde Saagen am 30. September 1928 unter Verlust seiner Eigenständigkeit in die Landgemeinde Kumkeim (polnisch Kumkiejmy) eingegliedert.
In Kriegsfolge fiel das gesamte südliche Ostpreußen 1945 an Polen. Saagen erhielt die polnische Namensform „Sigajny“ un d ist heute eine Ortschaft innerhalb der Gmina Górowo Iławeckie (Landgemeinde Landsberg) im Powiat Bartoszycki, von 1975 bis 1998 der Woiwodschaft Allenstein, seither der Woiwodschaft Ermland-Masuren zugehörig.

## Religion
Mit seiner überwiegend evangelischen Bevölkerung war Saagen bis 1938 in das Kirchspiel Klein Dexen (heute russisch Furmanowo), danach bis 1945 in das neu errichtete Kirchspiel Stablack (Gartenstadt) (russisch Dolgorukowo) in der Kirchenprovinz Ostpreußen der Kirche der Altpreußischen Union eingepfarrt.
Die fast ausnahmslos römisch-katholische Einwohnerschaft von Sigajny gehört jetzt zur Pfarrei in Gałajny (Gallehnen) im Dekanat Górowo Iławeckie (Landsberg) des Erzbistums Ermland. In Sigajny steht eine Filialkapelle der Pfarrei.

## Verkehr
Sigajny liegt an einer Nebenstraße, die bei der Stadt Górowo Iławeckie (Landsberg) von der Woiwodschaftsstraße 511 (ehemalige deutsche Reichsstraße 134) abzweigt und über Krasnołąka (Schönwiese) und Kumkiejmy (Kumkeim) bis zur polnisch-russischen Staatsgrenze verläuft – und vor 1945 bis nach Pilzen (heute russisch Dubrowka) führte.
Eine Bahnanbindung besteht nicht.